# Jerxheim
Jerxheim là một đô thị của huyện Helmstedt, bang Niedersachsen, Đức. Đô thị này có diện tích 17,44 km².